# Fuocoammare
Fuocoammare (Engels: Fire at Sea) is een Italiaans-Franse documentaire uit 2016 onder regie van Gianfranco Rosi. De film ging op 13 februari in première op het Internationaal filmfestival van Berlijn en won de Gouden Beer.

## Verhaal
Samuele Caruana is een twaalfjarige jongen die op een eiland in de Middellandse Zee woont en net zoals zijn leeftijdsgenoten zich amuseert met rondhangen in de haven en het beklimmen van rotsen. Maar het eiland waar hij woont is Lampedusa en is sinds enkele jaren de Europese bestemming geworden van heel wat bootvluchtelingen. Deze mensen zijn op de vlucht voor het geweld en hopen vrede en vrijheid te vinden in Europa. Maar vaak loopt het fout en worden hun lichamen uit de zee opgevist. De eilandbewoners zijn zo ongewild getuige van een van de grootste hedendaagse menselijke tragedies.

## Prijzen en nominaties
De belangrijkste:
| Jaar | Prijs                    | Categorie   | Genomineerde(n) | Uitslag  |
| ---- | ------------------------ | ----------- | --------------- | -------- |
| 2016 | Filmfestival van Berlijn | Gouden Beer | Gouden Beer     | Gewonnen |

## Productie
De film werd geselecteerd als Italiaanse inzending voor de Oscar voor beste documentaire voor de 89ste Oscaruitreiking.